# Roberto Hernández (futbolista uruguayo)
Roberto Carlos Hernández Rodríguez (Montevideo, Uruguay, 20 de marzo de 1994) es un futbolista uruguayo, que juega de defensa. Actualmente juega en Gimnasia y Esgrima (J) de la Primera Nacional.

## Clubes
| Club                    | País      | Año       |
| ----------------------- | --------- | --------- |
| Miramar Misiones        | Uruguay   | 2014-2015 |
| Juventud Las Piedras    | Uruguay   | 2015-2017 |
| Villa Española          | Uruguay   | 2017      |
| Barnechea               | Chile     | 2018      |
| Juventud de Las Piedras | Uruguay   | 2019      |
| Tacuarembó              | Uruguay   | 2020      |
| Sportivo Luqueño        | Paraguay  | 2020-2021 |
| San Marcos de Arica     | Chile     | 2021      |
| Gimnasia y Esgrima (J)  | Argentina | 2022-Act. |

- Datos: Q19299244